# Christoph Faesch

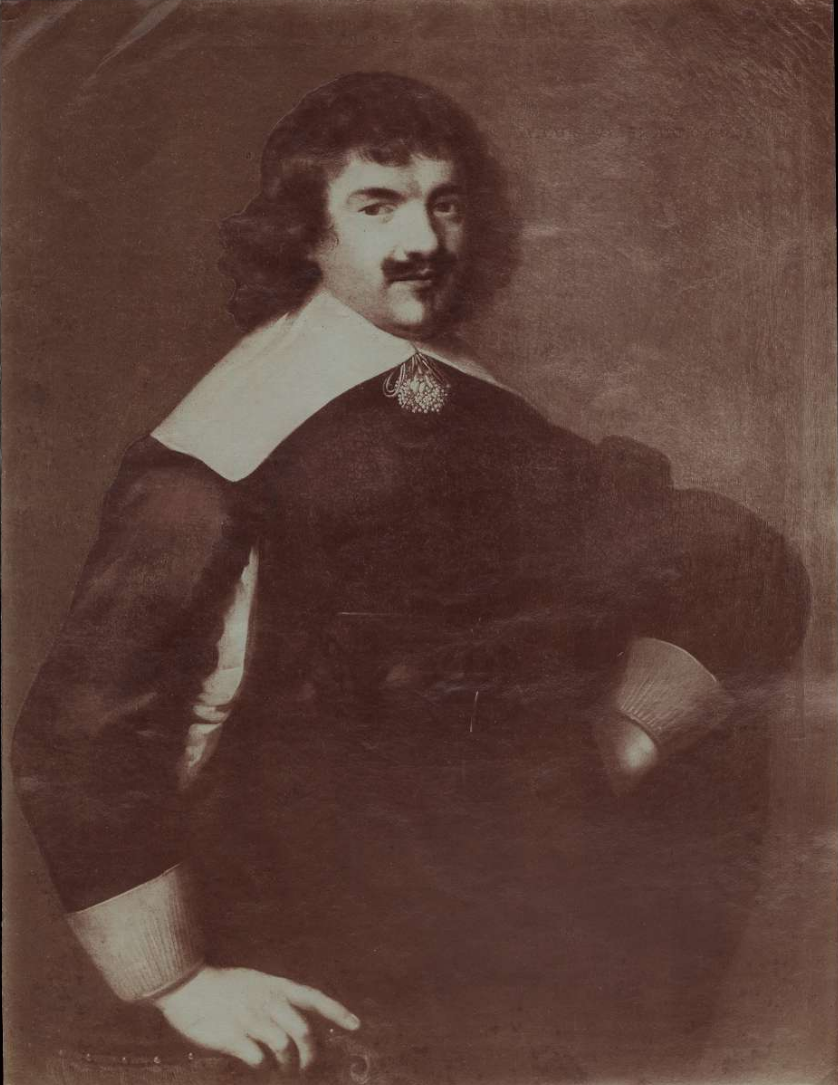
Christoph Faesch

Christoph Faesch (* 5. August 1611; † 22. Oktober 1683) war ein Schweizer Historiker.
Faesch erlangte am 12. Dezember 1626 an der Universität Basel den Grad eines Baccalaureus artium und studierte anschliessend Jurisprudenz. Er unternahm eine Bildungsreise nach Genf (April 1630), Paris (Mai 1630), Bourges (Dez. 1630), Oxford (Juni 1631), London (Juni/Juli 1631) und kehrte über Holland und Deutschland nach Basel zurück. Ausserdem machte er eine einjährige Reise nach Italien. Am 13. April 1638 absolvierte Faesch das Examen pro gradu. Am 29. Oktober 1644 erlangte er den Grad eines J.D.D. Am 30. Mai 1645 wurde Faesch zum Professor der Logik berufen. Am 25. März 1659 wurde er der erste Professor der Geschichte an der Universität Basel. Der neu eingerichtete Lehrstuhl gehörte zum Bereich Kameralwissenschaften, der der Ausbildung von Staatsbeamten diente. 1672/73 war Faesch Rektor der Universität Basel.